# Lista över italienska dagstidningar
Alfabetisk lista över italienska dagstidningar.

## A
- L'Adige
- Alguer.it
- Alto Adige
- L'Avanti!
- Avvenire

## C
- CapuaOnline - www.capuaonline.com
- City
- Corriere Adriatico
- Corriere dell'Alto Adige
- Corriere delle Alpi
- Corriere della Sera
- Corriere dello Sport - Stadio
- Il Corriere dell'Umbria
- Corriere del Trentino
- Corriere del Veneto
- Corriere di Caserta
- Corriere di Verona

## D
- Il Domani
- Dolomiten

## E
- Europa
- Europasera.it

## F
- Il Foglio

## G
- Gazzetta di Caserta
- La Gazzetta di Mantova
- La Gazzetta di Modena
- La Gazzetta di Parma
- La Gazzetta di Reggio
- La Gazzetta dello Sport
- La Gazzetta del Mezzogiorno
- Il Gazzettino
- Il Giornale
- Il Giornale di Sardegna
- Il Giornale di Vicenza
- Il Giorno
- Il Giornale di Sicilia
- Girodivite

## I
- L'Indipendente
- Italia Oggi
- L'Informazione di Parma

## L
- Leggo
- Liberazione
- Libero

## M
- Metro
- Il manifesto
- Il Mattino
- Il Mattino di Padova
- Il Messaggero
- Messaggero Veneto
- Milano Finanza

## N
- La Nazione
- La Nuova di Venezia e Mestre
- La nuova Basilicata

## P
- La Padania
- Il Piccolo di Trieste
- La Provincia Pavese

## Q
- Quotidiano Nazionale
- Il Quotidiano della Basilicata

## R
- La Repubblica
- Il Resto del Carlino
- Il Riformista
- Rinascita
- Il Romanista

## S
- Il Secolo d'Italia
- Il Secolo XIX
- Il Sole 24 Ore
- La Stampa
- Südtiroler Tageszeitung
- La Sicilia

## T
- Il Tempo
- La Tribuna di Treviso
- Il Tirreno
- Trentino
- Tuttosport

## U
- L'Unione Sarda
- L'Unità

## V
- La Voce